# Mszał ze Stowe

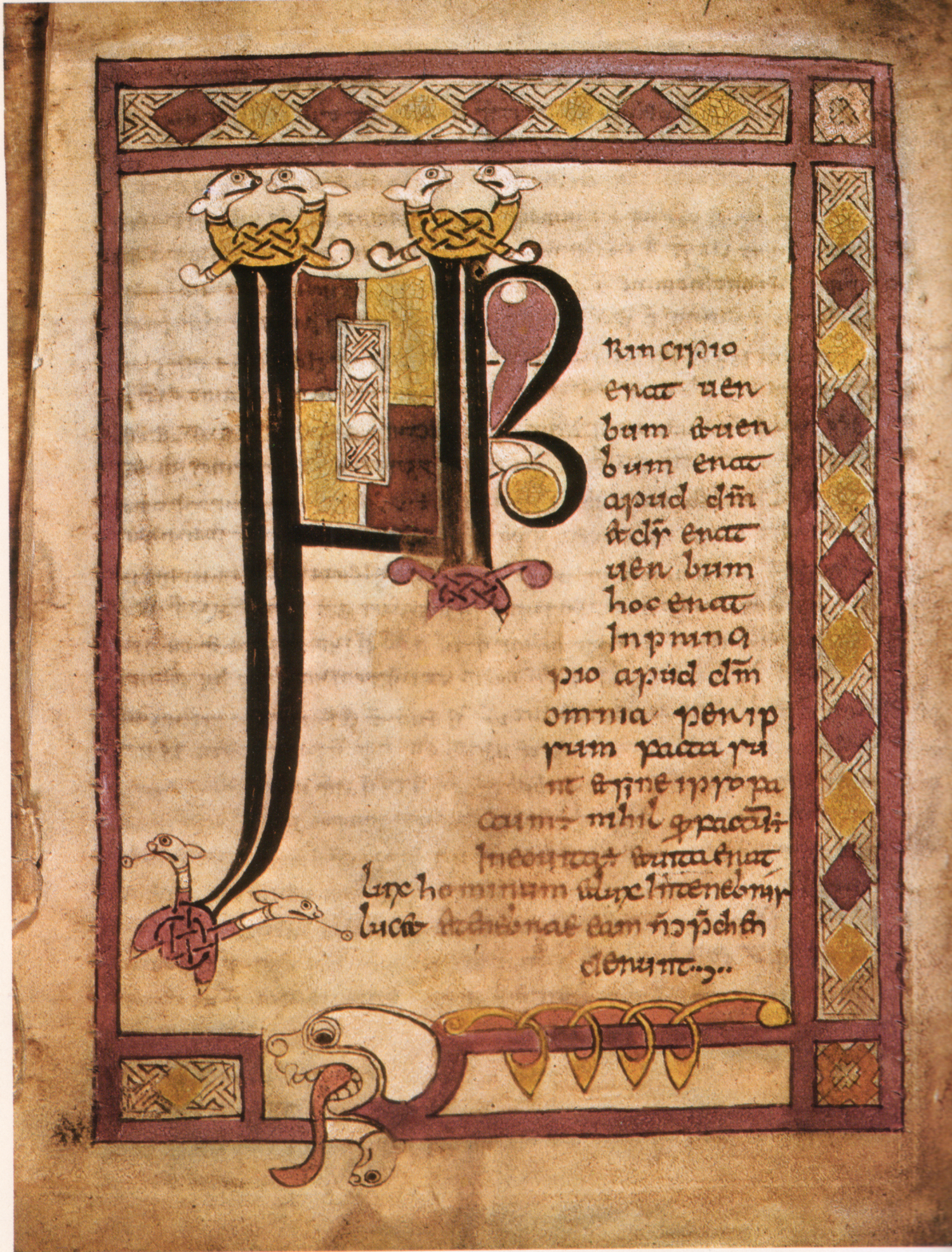
Mszał ze Stowe, strona 1r z ozdobnym inicjałem

Mszał ze Stowe – przechowywany w Royal Irish Academy w Dublinie (sygnatura MS D II 3) kieszonkowy kodeks formatu 15×12 cm, zawierający dwa złączone razem łacińskie manuskrypty. Jest jednym z najważniejszych źródeł historycznych liturgii iroszkockiej.
Pierwsza część kodeksu (karty 1-11) zawiera fragmenty Ewangelii Jana. Część druga (karty 12-67) to księga liturgiczna obejmującą porządek i kanon mszy, sakramenty chrztu, ostatniego namaszczenia i komunii oraz wskazówki odnośnie do hymnów i psalmów śpiewanych podczas komunii. Zamykają ją spisane w języku staroirlandzkim rozważania mszalne, 3 zaklęcia przeciw utracie wzroku, zranieniu i chorobie oraz uzupełnienia liturgiczne. Całość oprawiono w dębowe deski obciągnięte pergaminem i obite na bokach paskami farbowanej na czerwono koziej skóry. Ewangelia Jana, pisana minuskułą insularną, wyszła spod ręki jednego skryby, który podpisał się na końcu ogamami jako Sonid. Część liturgiczna jest bardziej niejednorodna, pisana półuncjałą i minuskułą insularną. Na podstawie analizy paleograficznej wyróżnia się w niej rękę pięciu skrybów, z których jeden, Moél Caích, podpisał się na stronie 37r. Moél wydrapał część tekstu na stronach 34v i 37 r, wkładając między nie pięć czystych kart, które zapełnił dodatkowymi tekstami liturgicznymi. 
Manuskrypt z częścią liturgiczną sporządzony został prawdopodobnie około 800 roku w klasztorze Tallaght, następnie został przeniesiony do klasztoru Terryglass. Na początku XI wieku księgę umieszczono w ozdobnej kasetce (cumdach), przerobionej pod koniec wieku XIV. Kasetkę z manuskryptem odkryto w XVIII wieku w trakcie przebudowy zamku w Laacken, wmurowaną w ścianę pobliskiego kościoła należącego do dawnego opactwa Lorrha. Od znalazców księga trafiła do biblioteki lorda Buckingham w Stowe, skąd w 1849 roku odkupił ją earl Ashburnham. W 1883 roku kolekcja Ashburnhama została zakupiona przez rząd brytyjski i zdeponowana w Royal Irish Academy. Część z Ewangelią Jana jest trudna do datowania, ale najprawdopodobniej powstała wcześniej niż reszta kodeksu.
Księgę zdobią dwa inicjały. Pierwszy, w formie ligatury INPrincipio (strona 1r), otwiera Ewangelię Jana. Drugi, przedstawiający zgeometryzowaną literę P, otwiera część liturgiczną (strona 12r). Obydwa inicjały wypełnione są motywami zoomorficznymi. Ponadto kodeks zawiera portret odzianego w żółtą tunikę ewangelisty Jana z księgą w ręce i z unoszącym się nad nim orłem (strona 11v) oraz szereg małych inicjalików w części liturgicznej.